# Campiglossa magniceps
Campiglossa magniceps är en tvåvingeart som först beskrevs av Friedrich Georg Hendel 1927.  Campiglossa magniceps ingår i släktet Campiglossa och familjen borrflugor. Inga underarter finns listade.